# 瓦尔德图恩
瓦尔德图恩是德国巴伐利亚州的一个市镇。总面积30.96平方公里，总人口2017人，其中男性1000人，女性1017人（2011年12月31日），人口密度65人/平方公里。